# Cardamine à sept folioles
Cardamine heptaphylla
Espèce
Classification phylogénétique
La Cardamine à sept folioles (Cardamine heptaphylla) est une espèce de plantes à fleurs de la famille des Brassicacées (ou Crucifères). C'est une plante herbacée relativement rare, poussant dans les forêts, le plus souvent en zone de moyenne montagne. Elle se reconnaît notamment à ses feuilles portant presque toujours sept grandes folioles (parfois cinq ou neuf). Ses fleurs, à quatre pétales aux couleurs allant du blanc au lilas, sont caractéristiques de la famille à laquelle elle appartient.

## Protection
En France, elle est protégée dans les régions Limousin, Centre, Poitou-Charentes et Picardie.

## Étymologie
La plante est appelée Cardamine heptaphylla (syn. Dentaria pinnata) en raison des sept folioles de ses feuilles (heptaphylla = à sept feuilles). Le botaniste Dominique Villars l'avait d'abord classée dans le genre Dentaria, ce qui explique qu'elle soit parfois appelée « dentaire à sept folioles » ou encore « dentaire pennée ».

### Écologie et habitat
Plante vivace poussant presque toujours dans les hêtraies, parfois en plaine (plateau de Langres), mais le plus souvent en montagne, jusqu'à 1 600 mètres. On la rencontre dans les Pyrénées, le Massif central, le Jura, les Alpes occidentales et les Apennins. Elle a une préférence pour les sols calcaires.

## Description

### Morphologie générale et végétative
Plante herbacée de taille moyenne (30 à 60 cm), glabre, à tige simple érigée. Les feuilles, alternes, sont peu nombreuses mais très grandes. Elles sont imparipennées, portant de 5 à 9 grandes folioles opposées, ovales à lancéolées, à limbe denté. Les folioles sont parfois si rapprochées qu'on a l'impression que la feuille est palmée.

### Morphologie florale
- Floraison : d'avril à juin.
- Pollinisation : entomogame

Inflorescence en racème lâche, chaque fleur étant portée par un assez long pédicelle. Petit calice tubulé à quatre dents. Corolle (1 à 2 cm) à quatre pétales larges et un peu froissés, d'une couleur variable allant du blanc au rose et au lilas, les différences de teintes étant souvent présentes sur la même inflorescence.

### Fruit et graines

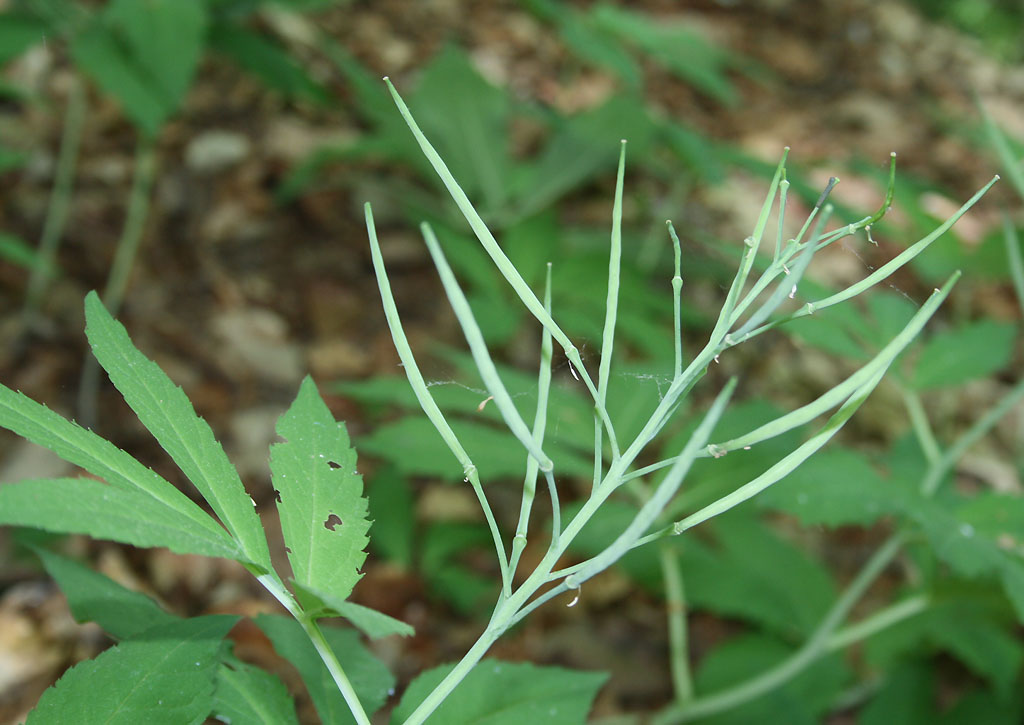
Fruits.

Dissémination : barochore.
Les fruits sont des siliques.